# Kanonenjagdpanzer
Il Kanonenjagdpanzer, conosciuto anche come Jagdpanzer Kanone 90mm o Kanonenjagdpanzer 4–5, in sigla KanJPz. era un mezzo corazzato cacciacarri prodotto dalla Repubblica Federale Tedesca negli anni 60 durante la Guerra fredda per equipaggiare le formazioni meccanizzate della Bundeswehr.
Armato con un cannone controcarro da 90 mm, il Kanonenjagdpanzer avrebbe dovuto potenziare la componente anticarro dell'Esercito tedesco, integrando i carri armati da combattimento in caso di grande attacco delle numerose e temute forze corazzate del Patto di Varsavia. Il suo progetto derivava in parte dal famoso Jagdpanzer IV impiegato dalla Wehrmacht durante la seconda guerra mondiale.

## Origine
Fin dalla sua costituzione ufficiale nel 1955, la Bundeswehr diede grande importanza al problema strategico fondamentale costituito dalla minaccia di una invasione da parte delle forze corazzate dell'Esercito sovietico e degli altri eserciti del Patto di Varsavia. Il nuovo Esercito tedesco prevedeva di organizzare in caso di guerra una "difesa mobile" con l'impiego di grandi unità corazzate e di formazioni di cacciacarri. Questi reparti avrebbero dovuto permettere alla fanteria schierata in difesa di contrastare un attacco di mezzi corazzati nemici. Dopo aver introdotto nel 1961 i veicoli corazzati leggeri Raketenjagdpanzer 1, dal 1965 la Bundeswehr fu equipaggiata quindi con il Kanonenjagdpanzer che in tre anni sostituì i mezzi corazzati statunitensi M41, M47 e M48, nelle Panzerjägerkompanien (compagnie cacciacarri) e nelle Panzerjägerzügen (sezioni cacciacarri) dei battaglioni Panzergrenadier.

## Sviluppo e produzione

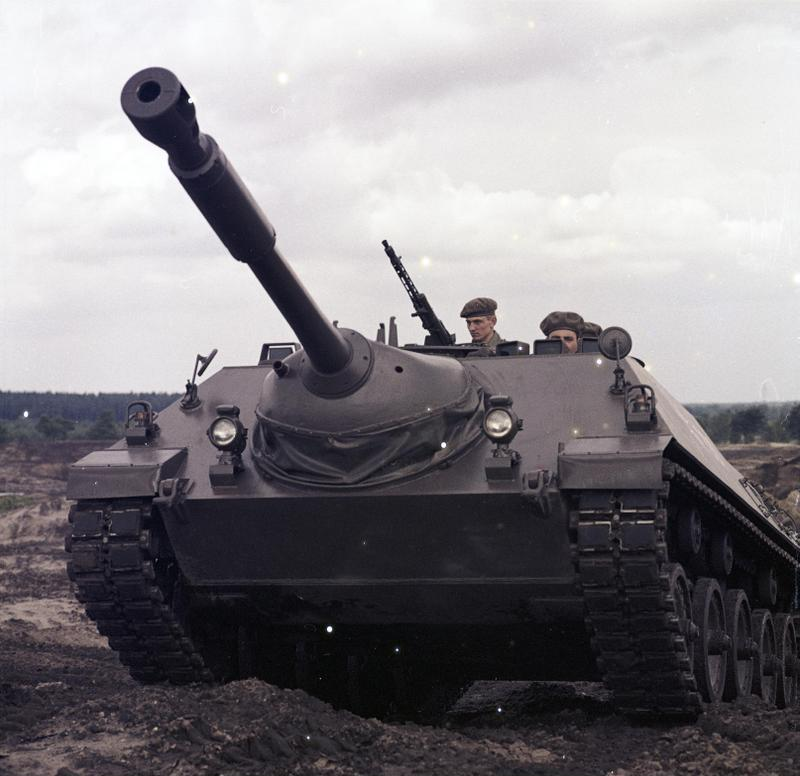
Vista frontale di un KanJPz.

Lo sviluppo del Kanonenjagdpanzer ebbe inizio nel 1960 e si fondò grandemente sulle esperienze della Wehrmacht nella seconda guerra mondiale. Il nuovo cacciacarri in pratica costituiva una evoluzione del famoso Jagdpanzer IV impiegato dall'esercito tedesco nel conflitto. La produzione venne avviata inizialmente dalle industrie d'armamenti Henschel e Ruhrstahl che più tardi divenne la Rheinstahl-Hanomag; entrambe le società costruirono una serie di prototipi che differivano solo per il numero delle ruote del sistema cingolato. Henschel aveva previsto un sistema a sei ruote su ogni lato nel suo prototipp HK 3/1, mentre la Rheinstahl-Hanomag progettò un meccanismo a cinque ruote nel prototipo RU 332.
Dopo lunghe prove da parte dei reparti specializzati dell'esercito tedesco, i programmi di analisi e verifica furono completati nel 1963 e venne scelta la versione della Rheinstahl-Hanomag; dal 1965 al 1967 furono prodotti dalle due società un totale di 770 Kanonenjagdpanzer, 385 dalla Hanomag e 385 da Henschel. Dall'aprile 1975 ottanta di questi mezzi corazzati furono dismessi e trasferiti al Belgio.

## Caratteristiche tecniche
Il Kanonenjagdpanzer era un veicolo agile e veloce che basava la sua capacità di sopravvivenza sul campo di battaglia soprattutto sulla mobilità e sulla protezione fornita dal basso profilo della sua sagoma. La corazzatura dello scafo era inclinata ma non era molto robusta ed era costituita da fogli laminati di acciaio con uno spessore massimo di solo 50 mm, mentre una protezione aggiuntiva in acciaio fuso costuiva il mantelletto per il cannone. L'equipaggio era formato da quattro uomini: il comandante, il guidatore, il cannoniere e il servente del pezzo principale.

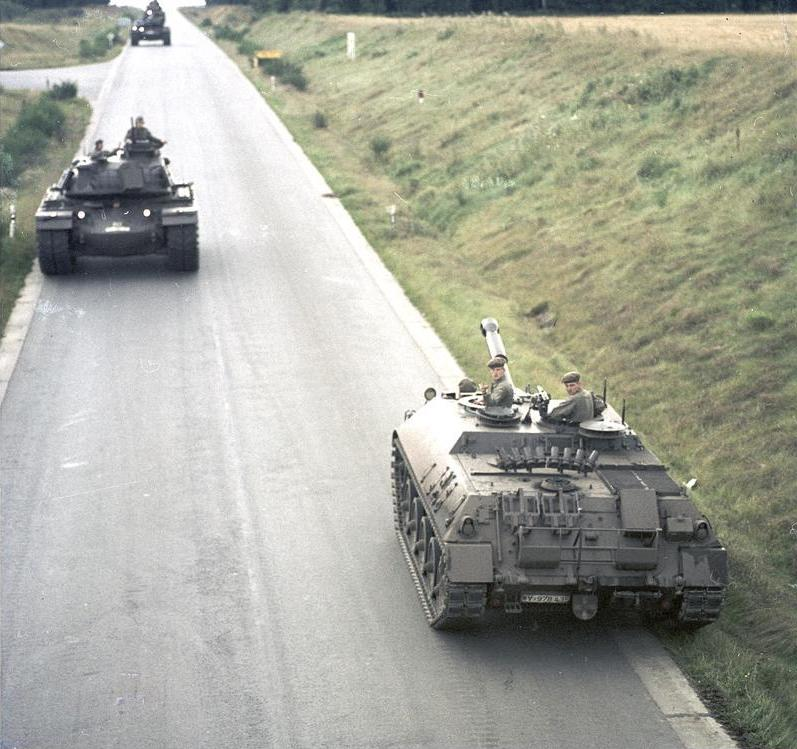
Un Kanonenjagdpanzer in movimento insieme a carri M48.

Il Kanonenjagdpanzer continuava la tradizione progettuale di questi mezzi della seconda guerra mondiale e quindi il cannone anticarro era alloggiato in posizione fissa all'interno della casamatta, situato leggermente sulla destra rispetto al centro dello scafo. Il pezzo principale di conseguenza poteva solo essere spostato di 15 gradi trasversalmente su i due lati, mentre l'elevazione poteva variare da -8 gradi a +15 gradi. Il veicolo disponeva di 51 proiettili da 90 mm per il cannone principale e di 4.000 proiettili da 7,62 mm per le due mitragliatrici Rheinmetall MG3. Le munizioni principali erano quelle anticarro perforanti e a carica cava, mentre il mezzo era fornito anche di razzi nebbioggeni. Il Kanonenjagdpanzer era equipaggiato di sistemi di protezione NBC e di capacità di combattimento notturno.
Le tattiche di impiego del cacciacarri studiate dall'esercito tedesco, prevedevano che il Kanonenjagdpanzer ingaggiasse a distanze fino a 1800 metri con proiettili perforanti, i bersagli fortemente corazzati, mentre contro obiettivi non corazzati o debolmente protetti il combattimento poteva essere affrontato fino a 2000 metri di distanza.

## Storia operativa

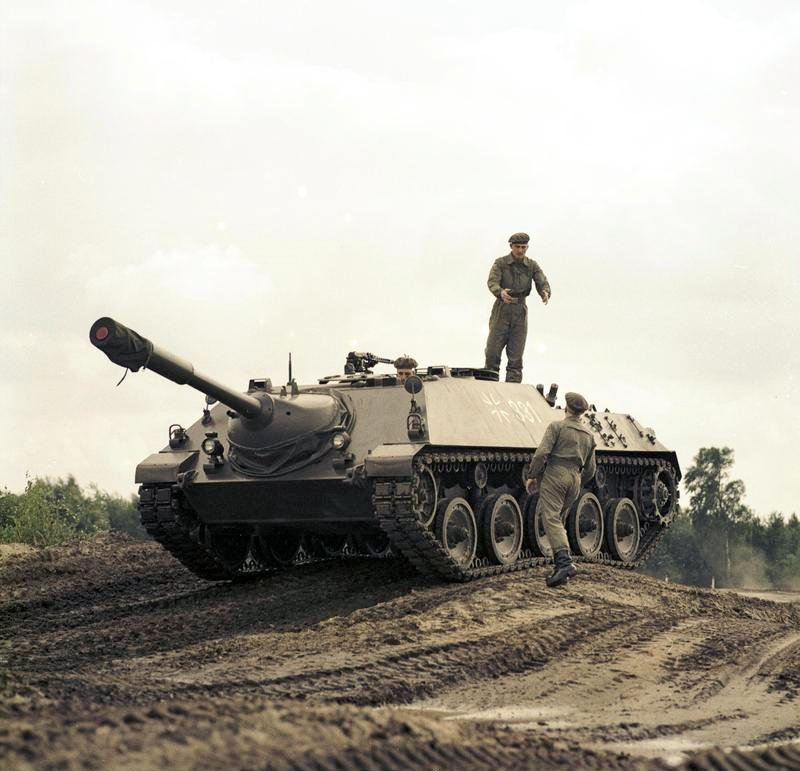
Due uomini d'equipaggio di un KanJPz.

Il Kanonenjagdpanzer era, al momento della sua entrata in servizio, un mezzo efficace e utile per rafforzare la difesa anticarro dell'esercito tedesco, ma i rapidi miglioramenti dell'equipaggiamento avversario modificarono profondamente la situazione tattica prevedibile sull'eventuale campo di battaglia dell'Europa centrale. Alla fine degli anni 60 l'esercito sovietico iniziò l'introduzione in servizio dei nuovi carri armati da combattimento principale T-64 e T-72 che si dimostrarono nettamente migliori dei precedenti mezzi. In questa situazione il cannone da 90 mm del KanJPz non sarebbe stato più in grado di combattere a lunga distanza contro questi veicoli corazzati dotati di cannoni pesanti da 125 mm e quindi il cacciacarri tedesco divenne immediatamente superato; entro il 1983 tutti i KanJPz furono ritirati dal servizio di prima linea.
Le aziende produttrici affermarono che il mezzo avrebbe potuto essere riarmato con cannoni da 105 mm, ma l'esercito tedesco preferì riconvertire tra il 1983 e il 1985 162 Kanonenjagdpanzer in Raketenjagdpanzer Jaguar 2, privi del cannone, armati con missili anticarro BGM-71 TOW e protetti da corazzature aggiuntive sullo scafo. Questi mezzi furono assegnati alle sezioni anticarro delle brigate di fanteria meccanizzata. Altri 486 veicoli furono trasformati in mezzi da osservazione d'artiglieria che, dopo la rimozione del cannone principale, furono assegnati in particolare alle unità di mortai blindati della fanteria meccanizzata.
Un piccolo numero di Kanonenjagdpanzer rimasero in servizio con le Heimatschutztruppe, le forze di difesa territoriali, fino al 1990.